# Marek Wleciałowski
Marek Wleciałowski (ur. 31 stycznia 1970 w Chorzowie) – piłkarz, trener piłkarski Ruchu Chorzów. Posiada licencję UEFA Pro.
Jako piłkarz grał na pozycji obrońcy. Jest wychowankiem Konstalu Chorzów, uczęszczał także do szkółki piłkarskiej Stadionu Śląskiego Chorzów.
"Dorosłą" karierę rozpoczynał w AKS Chorzów. Od 1989 do 2003 roku  grał w Ruchu Chorzów. W barwach tego klubu rozegrał 249 spotkań i zdobył 5 goli. W sezonie 1995/1996 wraz z drużyną wywalczył Puchar Polski.
Karierę trenerską Marek Wleciałowski rozpoczynał w Górniku Zabrze w sezonie 2005/2006. Przejął klub w bardzo trudnej sytuacji, mimo to zdołał utrzymać drużynę w Ekstraklasie. W sezonie 2006/2007 Wleciałowski prowadził Ruch Chorzów, z którym awansował do Ekstraklasy. W sezonie 2007/2008 był trenerem zespołu Młodej Ekstraklasy oraz asystentem Oresta Lenczyka w GKS Bełchatów. Od rundy jesiennej sezonu 2008/2009 prowadził grającego w polskiej Ekstraklasie Piasta Gliwice. Od sierpnia 2009 roku pełnił funkcję II trenera w Cracovii. Od września 2010 był II trenerem w Śląsku Wrocław. W sezonie 2011/ 2012 wraz z drużyną wywalczył Mistrzostwo Polski. 2 sierpnia 2012 został oficjalnie powołany na asystenta selekcjonera reprezentacji Polski Waldemara Fornalika. 12 listopada 2013 został trenerem Energetyka ROW Rybnik. 20 października 2014 ponownie rozpoczął pracę w Ruchu Chorzów. Dołączając do kadry klubu został przedstawiony jako asystent Waldemara Fornalika, lecz w sezonie 2014/2015 trenował również drugą kadrę Ruchu. Następnie Wleciałowski był asystentem Waldemara Fornalika w Piaście Gliwice. 31.10.2018 rozwiązał swój kontrakt za porozumieniem stron, by dzień później ponownie rozpocząć pracę w Ruchu Chorzów jako trener I zespołu. Dotychczas poprowadził "Niebieskich" w 2018 roku w pięciu meczach ligowych, wygrywając dwa, remisując jeden i dwa przegrywając.